# Melganzenvoet
Melganzenvoet, witte ganzenvoet (Chenopodium album) of melde is een eenjarige plant uit de amarantenfamilie (Amaranthaceae). De soort is vanuit Europa en Midden-Azië over de gehele wereld verspreid. De zaden werden in de prehistorie al gebruikt als voedsel. De zaden bevatten olie, waardoor men na het vermalen geen bloem overhoudt, maar een dikke pasta.
De plant kan 15–150 cm hoog worden. De gegroefde stengel is vaak roodachtig en kan op latere leeftijd enigszins verhouten. De bladeren staan verspreid langs de stengel. De melganzenvoet is heldergroen, maar de bladeren maken vooral aan de onderkant door witachtige kristallen een meelachtig indruk. Het blad is zeer variabel van vorm. De bladeren zijn gaafrandig of sterk bochtig getand en langwerpig, ei- of ruitvormig.
De melganzenvoet bloeit in schijnaren die een tros vormen. De bloeitijd is van juli tot de herfst. De bloem is groenachtig en vrij onbeduidend.

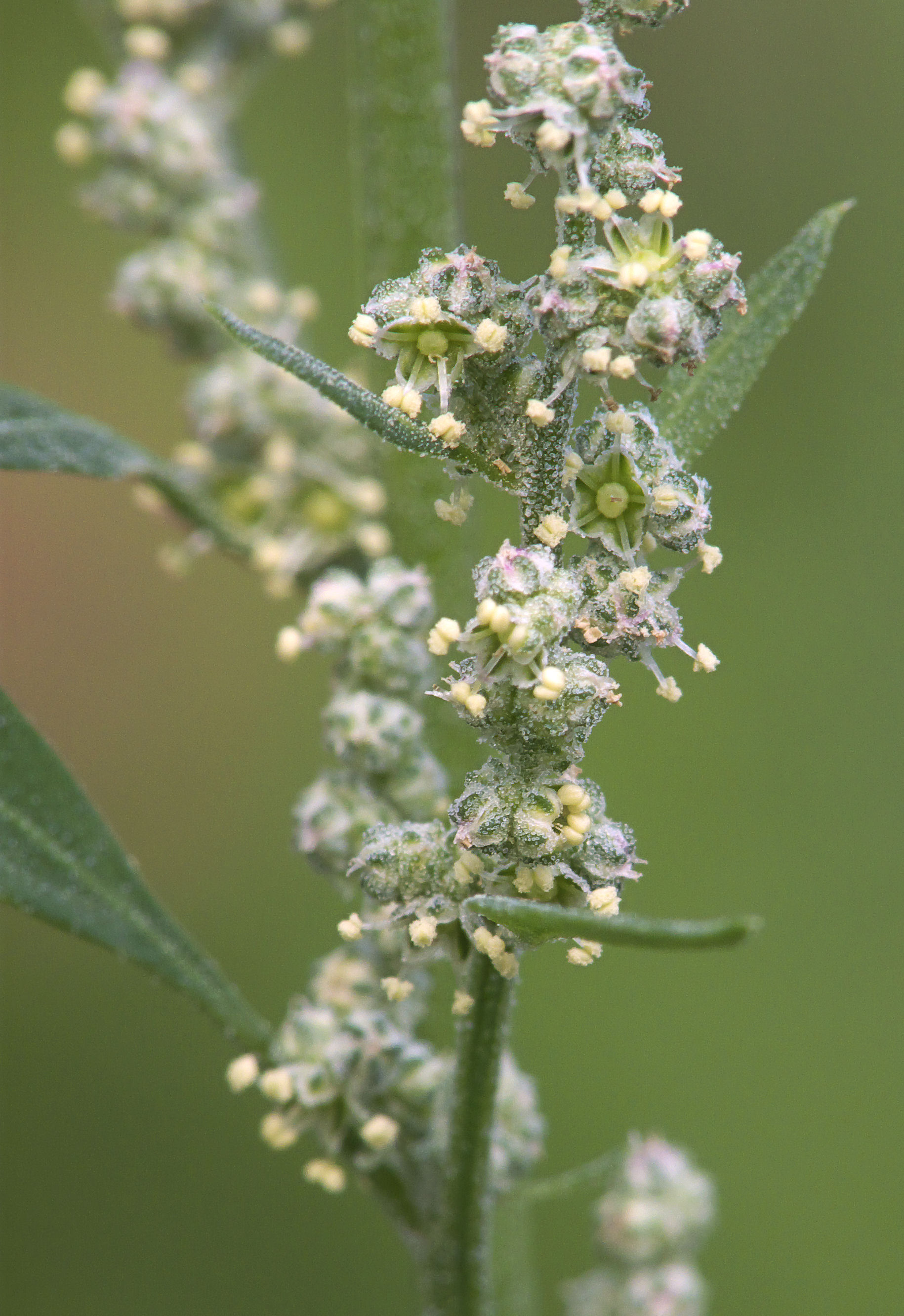
bloemen en bloemknoppen

De vrucht is een nootje. De vruchtwand is vliezig en makkelijk van het nootje los te maken. Het tot 1,6 mm brede, platte bruine of zwarte zaad is glanzend en heeft een fijn gestreepte zaadhuid. Een lange, sterk vertakte plant kan tot 900.000 zaden produceren. In een gram zaad zitten ongeveer 1100 zaden. Melganzevoet is een lichtprikkelkiemer en de zaden blijven ten minste vijf jaar kiemkrachtig.

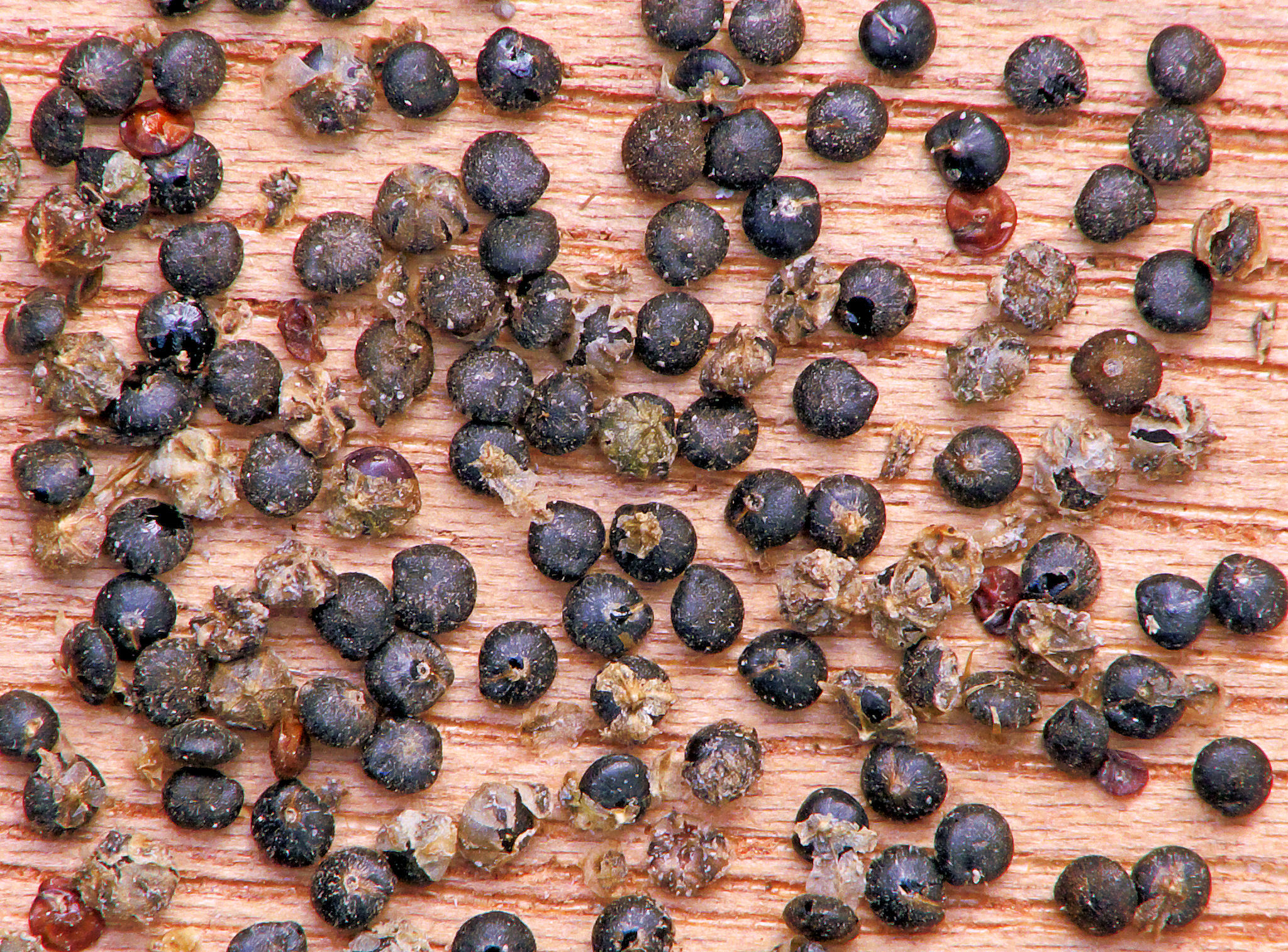
zaden

Melganzenvoet komt voor op vochtige, stikstofrijke grond in bermen en drooggevallen plaatsen en als onkruid op akkerland en in moestuinen. De plant komt vaak voor in een pioniersvegetatie.

## Toepassingen
Melganzenvoet is eetbaar en smaakt naar spinazie (behoort tot dezelfde plantenfamilie) en heeft een hoog caroteen-gehalte. Het blad bevat hoge concentraties oxaalzuur, en dient daarom niet in grote hoeveelheden gegeten te worden. Van het meel van de zaden kan brood gebakken worden. De zaden bevatten caroteen, calcium, fosfor en kalium.
De man van Tollund, die circa 350 v.Chr leefde, had onder meer zaden van deze plant in zijn maag. En in het leger van Napoleon Bonaparte voegde men gemalen zaden van melganzenvoet toe aan het brood van de soldaten. Het blad van de plant wordt vooral in de Himalaya nog gegeten als groente.
Melganzenvoet is vatbaar voor een groot aantal verschillende virussen en wordt wel gebruikt als toetsplant om na kunstmatige besmetting aan de hand van de vlekjes (laesies) op het blad het virus te herkennen. Ecologische tuinders gebruiken de plant ook wel om ongedierte als de bladmineerder aan te trekken, waardoor naastgelegen gewassen (zoals biet) met rust gelaten worden.
Verschillende vogelsoorten, zoals vinkachtigen, mussen en duiven eten de zaden.

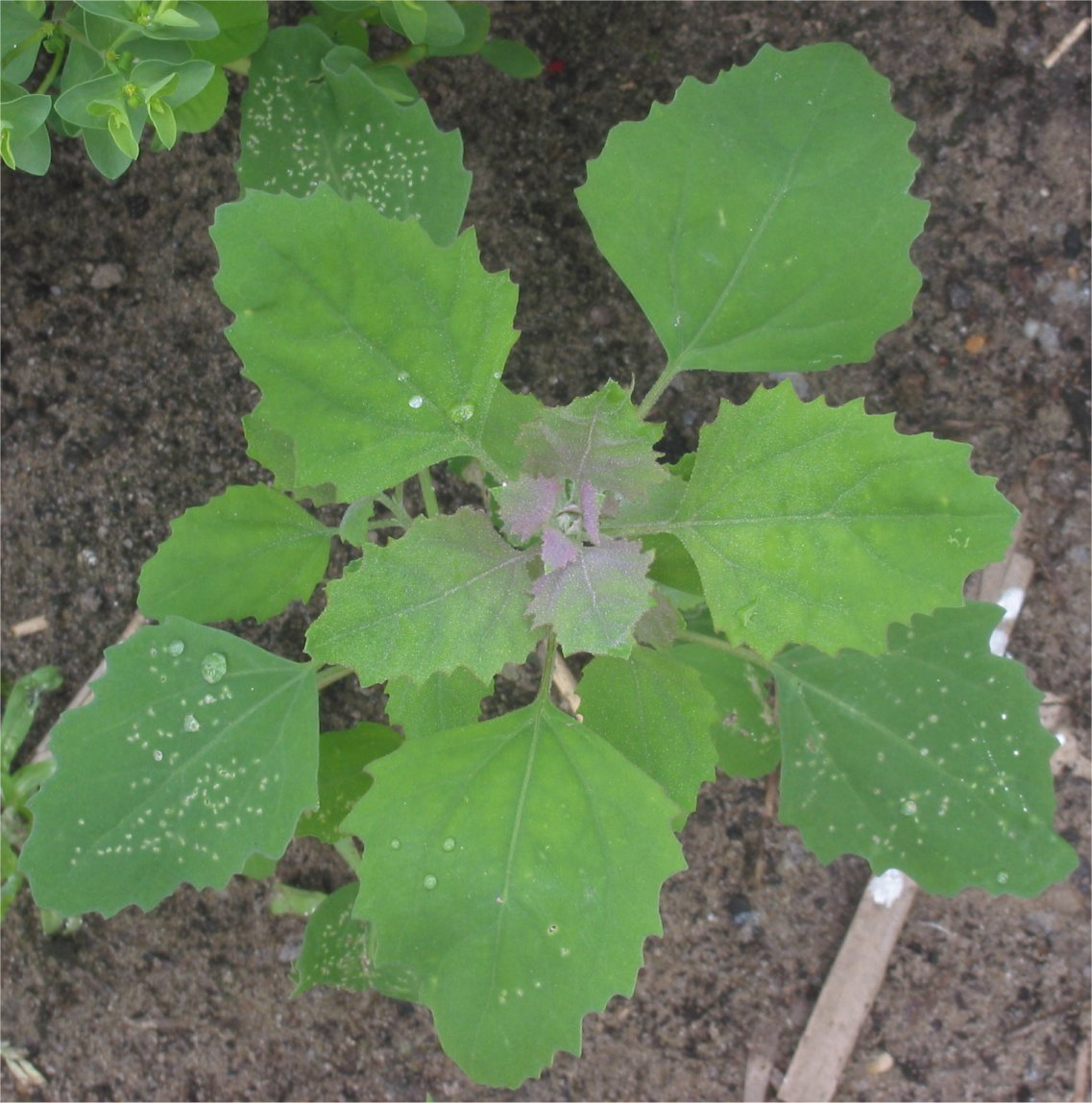
eironde bladeren met virusvlekjes op onderste bladeren
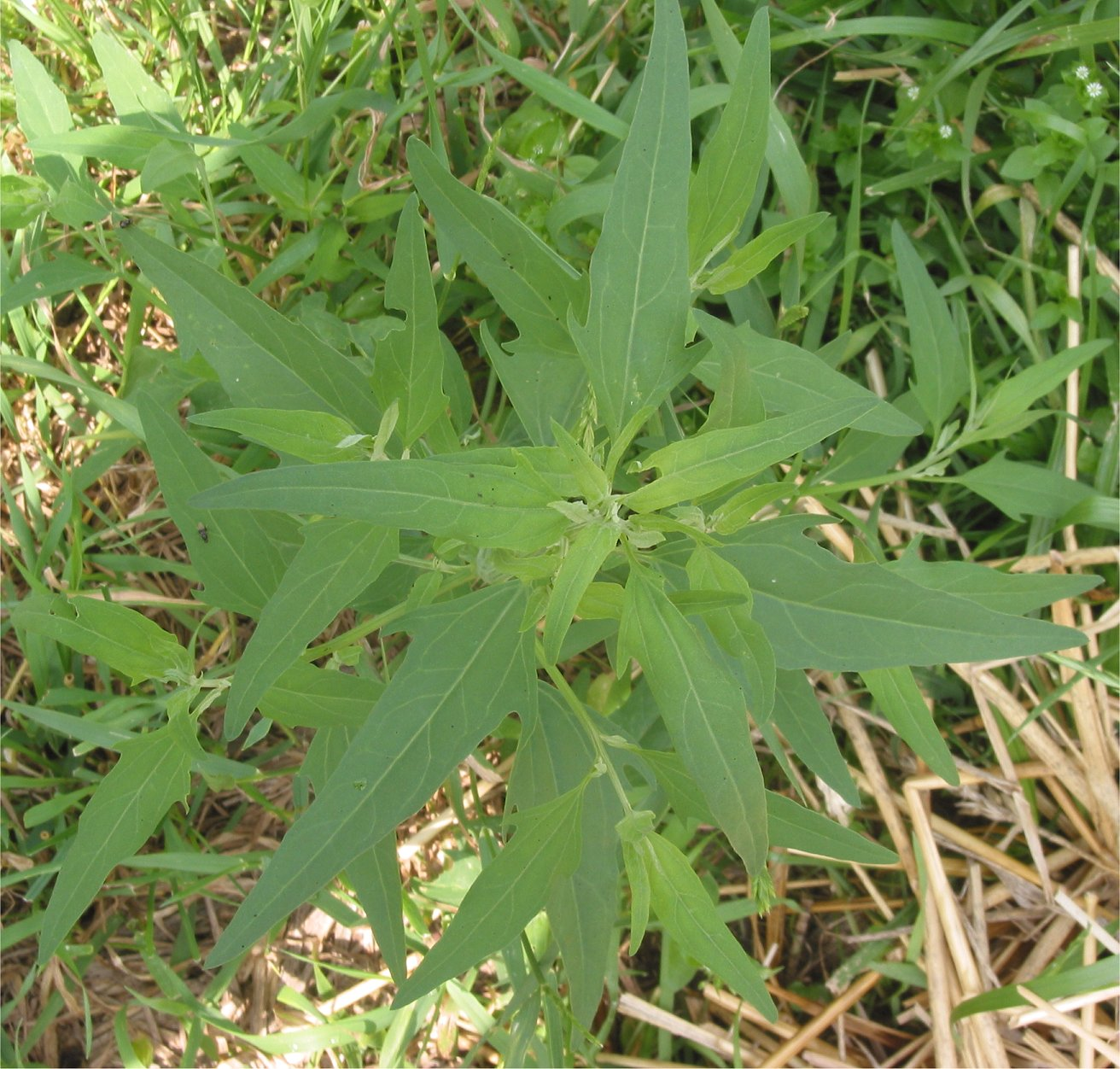
lancet- tot spiesvormige bladeren
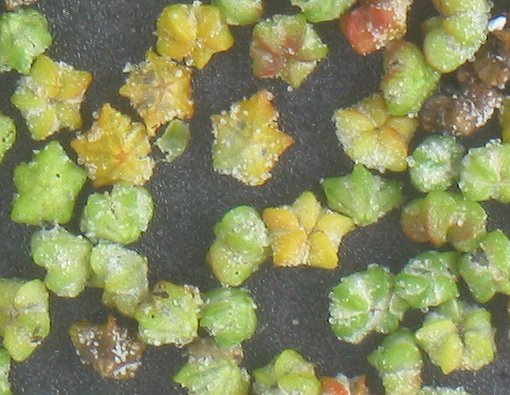
vruchten

... · 
C. album (Melganzenvoet) · 
C. ficifolium (Stippelganzenvoet) · 
C. quinoa (Quinoa) · 
C. vulvaria (Stinkende ganzenvoet) · 
...